# Cathédrale Saint-Georges d'Amman
Pour les articles homonymes, voir Cathédrale Saint-Georges.
La cathédrale Saint-Georges, est une cathédrale grecque-catholique melkite située à Amman, en Jordanie. Elle est le siège de l'Archéparchie de Pétra et Philadelphie, créé le 2 mai 1932, par la bulle papale du pape Pie XI.

## Historique
Le pape Benoît XVI l'a visité le 9 mai 2009.